# فرزاد فتاحی
فرزاد فتاحی (متولد ۱ دی ۱۳۵۹) خواننده، آهنگساز، تنظیم‌کننده، ترانه‌سرا، گوینده، مستندساز، تهیه‌کننده تلویزیونی و تدوینگر ایرانی است. شروع فعالیت او از رادیو تهران در ۱۶ سالگی با تیتراژ برنامه «تهران در شب» با اجرای حمید عاملی بود.

## تحصیلات
- فارغ‌التحصیل مترجمی زبان ایتالیایی از دانشگاه آزاد اسلامی واحد تهران شمال
- فارغ‌التحصیل انیمیشن رایانه‌ای از مجتمع فنی تهران
- فارغ‌التحصیل رشتهٔ «فناوری‌های نوین هنر» از آکادمی هنرهای زیبای آلبرتینا، تورین - ایتالیا

## فعالیت هنری
وی همکاری با داریوش اقبالی، فرامرز اصلانی، حسن شماعی زاده، مهدی یراحی، فرزاد فرزین، محسن یگانه، مانی رهنما، نیما مسیحا، علی لهراسبی، بهنام صفوی، خشایار اعتمادی، مهدی یغمایی و خوانندگانی دیگر را در کارنامه هنری خود دارد.

## سایر فعالیت‌ها
کارگردان، تصویربردار و صدابردار، متخصص جلوه‌های ویژه بصری و گرافیک، مدرس نرم‌افزارهای تخصصی موسیقی، شعبده‌باز رسمی کانون سرگرمی‌های نمایشی

## تیتراژ تلویزیون
فرزاد فتاحی فعالیت تلویزیونی خود را از سال ۱۳۸۳ آغاز کرد و پس از آن آثار متعددی در حوزه موسیقی تیتراژ ساخت.
تیتراژ برنامه‌های «دیروز، امروز، فردا» و «کوله پشتی» با صدای فرزاد فتاحی منتشر شده است.

## همکاری با ترانه‌سراها
اردلان سرفراز، علی معلم، افشین یداللهی، روزبه بمانی، مسعود آذر، بابک صحرایی، ترانه مکرم

## فعالیت در رسانه‌های خارج از کشور
فرزاد فتاحی از مهرماه ۱۳۹۷ در رادیو فردا شروع به فعالیت کرد و به همراه فرشید منافی در برنامه رادیویی «ایستگاه فردا» به عنوان گوینده و صداپیشه حضور داشت.
او سپس به تلویزیون ایران‌اینترنشنال پیوست.

## ساخت فیلم کوتاه
فیلم کوتاه «یک قهوهٔ سرد شده» در مارس سال ۲۰۱۹ منتشر و در اختیار جشنوارهٔ فیلم کوتاه ماچراتا قرار گرفت.
این جشنواره که دارای نشان ویژهٔ رئیس‌جمهور ایتالیا و همچنین تحت حمایت سنا و مجلس نمایندگان کشور ایتالیاست هر ساله توسط آکادمی هنرهای زیبای ماچراتا و با مشارکت آکادمی‌های هنرهای زیبای سراسر ایتالیا و انستیتوهای اروپایی برگزار می‌گردد.
فیلم «یک قهوهٔ سرد شده» یا به زبان ایتالیایی Un Caffè Diventato Freddo موفق به دریافت لوح تقدیر و جایزهٔ ویژهٔ پنجمین دورهٔ این جشنواره شد.
خلاصهٔ داستان:
یک مرد حتی اگر قاتل باشد، از تنهایی خود در عذاب است.

## جلوه‌های ویژه بصری
فرزاد فتاحی در مجموعه تلویزیونی راه طولانی به کارگردانی رضا کریمی (از قسمت هشتم تا انتها) و نیز در در مجموعه تلویزیونی بیدارباش به کارگردانی احمد کاوری (در تمامی قسمت‌ها) به عنوان مسؤول جلوه‌های ویژه و تیتراژ حضور داشته است.

## دستگیری فرزاد فتاحی
در دی ماه ۱۳۹۱ فرزاد فتاحی به همراه چند نفر از اهالی موسیقی، به اتهام همکاری با خوانندگان لس آنجلسی بازداشت شدند.
یک سال پیش از آن، شبکه PMC کلیپ «همسنگر» با صدای فرزاد فتاحی را به دلیل محتوای سیاسی غیرقابل پخش اعلام کرد.

## مهاجرت فرزاد فتاحی
فرزاد فتاحی در مرداد ماه ۱۳۹۵ از ایران به ایتالیا مهاجرت و سپس به شهر پراگ در جمهوری چک نقل مکان کرد.
او هم‌اکنون ساکن شهر لندن است.

## آثار تلویزیونی
| برنامه تلویزیونی                           | خواننده                               | سمت                                                           |
| ------------------------------------------ | ------------------------------------- | ------------------------------------------------------------- |
| مثل ماه                                    | رضا رشیدپور، محمود شهریاری            | آهنگساز و تنظیم کننده                                         |
| صبح آمد                                    | فرزاد فرزین                           | تنظیم کننده                                                   |
| زنده رود                                   | رضا رشیدپور                           | آهنگساز، تنظیم کننده                                          |
| هلال سرخ                                   | امیرحسین مدرس                         | تنظیم کننده                                                   |
| ۱۴۰۴                                       | نیما مسیحا                            | آهنگساز، تنظیم کننده                                          |
| از کی بپرسم                                | نیما مسیحا                            | آهنگساز، تنظیم کننده                                          |
| مثلث شیشه‌ای (توقیف پس از اولین پخش)        | محمد قنبری                            | آهنگساز، تنظیم کننده                                          |
| آبی‌شو (لغو مجوز پخش)                       | آرش آهنگری و مهرزاد اصفهانپور         | آهنگساز، تنظیم کننده                                          |
| مثلث شیشه‌ای (تمام می‌شوم شبی)               | امیر تاجیک                            | آهنگساز (ملودی پس از تغییراتی به اسم امید تاجیک ثبت و پخش شد) |
| کوله‌پشتی (به تو مدیونم)                    | فرزاد فرزین                           | تنظیم کننده                                                   |
| محرمانه                                    | علی لهراسبی                           | تنظیم کننده                                                   |
| کشتی صلح                                   | فرزاد فرزین                           | تنظیم کننده                                                   |
| تابوت خالی                                 | مهدی یراحی                            | تنظیم کننده                                                   |
| حس می‌کنم تو رو (ماه عسل)                   | مهدی یغمایی                           | تنظیم کننده                                                   |
| هر جای دنیایی (ماه عسل)                    | مهدی یراحی                            | تنظیم کننده                                                   |
| تو نزدیکی                                  | بهنام صفوی و فرزاد فرزین و علی اصحابی | تنظیم کننده                                                   |
| تیزر تبلیغاتی ایران‌رادیاتور (پشتم‌گرمه ۱٬۲) | فرزاد فتاحی                           | آهنگساز، تنظیم کننده                                          |
| دیروز، امروز، فردا                         | فرزاد فتاحی                           | آهنگساز، تنظیم کننده                                          |
| کوله پشتی                                  | فرزاد فتاحی                           | آهنگساز، تنظیم کننده                                          |
| مستند شاه ۵۷ - رادیوفردا                   | بی کلام                               | موسیقی                                                        |

## آلبوم عشق مستند
آهنگساز: اَبِل کورژنیُفسکی، Soundtrack of W.E Movie
ترانه‌سرا و خواننده: فرزاد فتاحی
همخوان: ماندانا ثریا
این آلبوم ۷ قطعه دارد و حدوداً ۱۲ دقیقه است. داستان آن مربوط به زن و مردی است که رابطه عاشقانه‌شان کمتر از یک هفته دوام پیدا می‌کند. هر قطعه آلبوم حال و هوای یکی از روزهای هفته را روایت می‌کند.

## قطعات آلبوم عشق مستند
| عشق مستند  | عشق مستند  | عشق مستند   | عشق مستند       | عشق مستند   | عشق مستند |
| شماره      | نام        | سراینده     | آهنگساز         | تنظیم‌کننده  | مدت       |
| ---------- | ---------- | ----------- | --------------- | ----------- | --------- |
| ۱.         | «شنبه»     | فرزاد فتاحی | اَبِل کورژنیُفسکی  | فرزاد فتاحی | ۱:۰۲      |
| ۲.         | «یکشنبه»   | فرزاد فتاحی | اَبِل کورژنیُفسکی  | فرزاد فتاحی | ۰۰:۵۸     |
| ۳.         | «دوشنبه»   | فرزاد فتاحی | اَبِل کورژنیُفسکی  | فرزاد فتاحی | ۱:۲۰      |
| ۴.         | «سه شنبه»  | فرزاد فتاحی | اَبِل کورژنیُفسکی  | فرزاد فتاحی | ۱:۵۴      |
| ۵.         | «چهارشنبه» | فرزاد فتاحی | اَبِل کورژنیُفسکی  | فرزاد فتاحی | ۱:۲۷      |
| ۶.         | «پنج شنبه» | فرزاد فتاحی | ااَبِل کورژنیُفسکی | فرزاد فتاحی | ۲:۰۳      |
| ۷.         | «جمعه»     | فرزاد فتاحی | اَبِل کورژنیُفسکی  | فرزاد فتاحی | ۳:۲۷      |
| مجموع مدت: | مجموع مدت: | مجموع مدت:  | مجموع مدت:      | مجموع مدت:  | ۱۲:۱۱     |

## قطعات آلبوم سامری
| سامری      | سامری      | سامری       | سامری             | سامری       | سامری |
| شماره      | نام        | سراینده     | آهنگساز           | تنظیم‌کننده  | مدت   |
| ---------- | ---------- | ----------- | ----------------- | ----------- | ----- |
| ۱.         | «کفتار»    | فرزاد فتاحی | فرزاد فتاحی       | فرزاد فتاحی | ۰۴:۴۳ |
| ۲.         | «حقه»      | فرهنگ قاسمی | The monkees       | فرزاد فتاحی | ۰۲:۵۰ |
| ۳.         | «اندوه»    | فروغ فرخزاد | فرزاد فتاحی       | فرزاد فتاحی | ۰۴:۳۶ |
| ۴.         | «هرویین»   | فرزاد فتاحی | فرزاد فتاحی       | فرزاد فتاحی | ۰۴:۲۹ |
| ۵.         | «سامری»    | زهرا قادری  | فرزاد فتاحی       | فرزاد فتاحی | ۰۳:۱۴ |
| ۶.         | «کاکاجون»  | فرزاد فتاحی | اMongo Santamaria | فرزاد فتاحی | ۰۲:۳۳ |
| مجموع مدت: | مجموع مدت: | مجموع مدت:  | مجموع مدت:        | مجموع مدت:  | ۲۱:۰۰ |

## سایر آلبوم‌ها
فرزاد فتاحی در آلبوم شوک فرزاد فرزین، آلبوم امپراتور و منو رها کن مهدی یراحی، آلبوم تو محکومی به برگشتن خشایار اعتمادی به عنوان آهنگساز، تنظیم‌کننده یا صدابردار حضور داشته است.

## قطعات
تعدادی از آثار منتشر شده
| نام ترانه                      |  | خواننده                             |  |  | آهنگساز           | تنظیم کننده              | ترانه سرا        | سال انتشار |
| ------------------------------ |  | ----------------------------------- |  |  | ----------------- | ------------------------ | ---------------- | ---------- |
| دیوار،                         |  | داریوش، فرامرز اصلانی               |  |  | فرزاد فتاحی       | فرزاد فتاحی              | روزبه بمانی      | ۱۳۹۰       |
| حس تو                          |  | داریوش                              |  |  | فرزاد فتاحی       | فرزاد فتاحی              | روزبه بمانی      | ۱۳۹۵       |
| فریاد رنگ                      |  | حسن شماعی زاده                      |  |  | حسن شماعی زاده    | فرزاد فتاحی              | اردلان سرفراز    | ۱۳۹۵       |
| هجرت                           |  | حسن شماعی زاده                      |  |  | حسن شماعی زاده    | فرزاد فتاحی              | مسعود آذر        | ۱۳۹۵       |
| هر جای دنیایی (تیتراژ ماه عسل) |  | مهدی یراحی                          |  |  | مهدی یراحی        | فرزاد فتاحی              | روزبه بمانی      | ۱۳۹۰       |
| مرز                            |  | مهدی یراحی                          |  |  | مهدی یراحی        | فرزاد فتاحی              | روزبه بمانی      |            |
| داری سرباز کی میشی؟            |  | مهدی یراحی                          |  |  | مهدی یراحی        | فرزاد فتاحی و مهدی یراحی | روزبه بمانی      | ۱۳۹۰       |
| تو محکومی به برگشتن            |  | خشایار اعتمادی                      |  |  | فرزاد فتاحی       | فرزاد فتاحی              | روزبه بمانی      | ۱۳۹۱       |
| تو نزدیکی                      |  | بهنام صفوی، فرزاد فرزین، علی اصحابی |  |  | یونانی            | فرزاد فتاحی              | روزبه بمانی      |            |
| خاکسترم نکن                    |  | محسن یگانه                          |  |  | یونانی            | فرزاد فتاحی              | عبدالجبار کاکایی |            |
| از کی بپرسم                    |  | نیما مسیحا                          |  |  | فرزاد فتاحی       | فرزاد فتاحی              | بابک صحرایی      |            |
| خونه نو مبارک                  |  | محمد راد                            |  |  | فرزاد فتاحی       | علی بیرنگ، آرون حسینی    | بابک صحرایی      | ۱۳۹۳       |
| آغا محمدخان، آغا محمدخان       |  | فرزاد فتاحی                         |  |  | فرزاد فتاحی       | فرزاد فتاحی              | روزبه بمانی      | ۱۳۹۴       |
| ابر ستاره،                     |  | فرزاد فتاحی                         |  |  | فرزاد فتاحی       | فرزاد فتاحی              | فرزاد فتاحی      | ۱۳۹۳       |
| شیمیایی،                       |  | فرزاد فتاحی                         |  |  | فرزاد فتاحی       | فرزاد فتاحی              | فرزاد فتاحی      | ۱۳۹۳       |
| من بدون تو،                    |  | فرزاد فتاحی                         |  |  | فرزاد فتاحی       | فرزاد فتاحی              | روزبه بمانی      | ۱۳۹۲       |
| کجا                            |  | فرزاد فتاحی                         |  |  | فرزاد فتاحی       | فرزاد فتاحی              | روزبه بمانی      | ۱۳۹۲       |
| وابسته،                        |  | فرزاد فتاحی                         |  |  | مهدی یراحی        | فرزاد فتاحی              | پویا حسین‌خانی    | ۱۳۹۲       |
| گل سینه                        |  | فرزاد فتاحی                         |  |  | فرزاد فتاحی       | فرزاد فتاحی              | فرزاد فتاحی      | ۱۳۹۳       |
| ماشین،                         |  | فرزاد فتاحی، راما                   |  |  | فرزاد فتاحی       | فرزاد فتاحی              | فرزاد فتاحی      | ۱۳۹۳       |
| چتری                           |  | فرزاد فتاحی                         |  |  | فرزاد فتاحی       | فرزاد فتاحی              | مهسا مجیدی‌پور    | ۱۳۹۲       |
| پناهنده                        |  | فرزاد فتاحی، ماها                   |  |  | فرزاد فتاحی       | فرزاد فتاحی              | فرزاد فتاحی      | ۱۳۹۲       |
| چسب زخم                        |  | فرزاد فتاحی                         |  |  | فرزاد فتاحی       | فرزاد فتاحی              | فرزاد فتاحی      | ۱۳۹۱       |
| خوشبخت                         |  | فرزاد فتاحی                         |  |  | فرزاد فتاحی       | فرزاد فتاحی              | مهسا مجیدی‌پور    |            |
| محرم                           |  | فرزاد فتاحی                         |  |  | فرزاد فتاحی       | فرزاد فتاحی              | فرزاد فتاحی      |            |
| دخمه                           |  | فرزاد فتاحی                         |  |  | فرزاد فتاحی       | فرزاد فتاحی              | فرزاد فتاحی      |            |
| همسنگر                         |  | فرزاد فتاحی                         |  |  | فرزاد فتاحی       | فرزاد فتاحی              | فرزاد فتاحی      |            |
| خداحافظی                       |  | فرزاد فتاحی                         |  |  | فرزاد فتاحی       | فرزاد فتاحی              | فرزاد فتاحی      |            |
| شالیزار                        |  | فرزاد فتاحی                         |  |  | فرزاد فتاحی       | فرزاد فتاحی              | ماندانا ثریا     | ۱۳۹۱       |
| اهلی                           |  | فرزاد فتاحی                         |  |  | فرزاد فتاحی       | فرزاد فتاحی              | فرزاد فتاحی      |            |
| شو،                            |  | فرزاد فتاحی                         |  |  | فرزاد فتاحی       | فرزاد فتاحی              | فرزاد فتاحی      |            |
| امضا                           |  | فرزاد فتاحی                         |  |  | فرزاد فتاحی       | فرزاد فتاحی              | فرزاد فتاحی      |            |
| صاحب عزا                       |  | فرزاد فتاحی                         |  |  | فرزاد فتاحی       | فرزاد فتاحی              | فرزاد فتاحی      |            |
| بی‌زن                           |  | فرزاد فتاحی                         |  |  | فرزاد فتاحی       | فرزاد فتاحی              | مهسا مجیدی‌پور    | ۱۳۹۱       |
| اتاق شخصی                      |  | فرزاد فتاحی                         |  |  | فرزاد فتاحی       | فرزاد فتاحی              | مهسا مجیدی‌پور    | ۱۳۹۱       |
| پابند                          |  | امیر رحمانی‌جو                       |  |  | فرزاد فتاحی       | فرزاد فتاحی              | مهسا مجیدی‌پور    | ۱۳۹۲       |
| بندرگاه                        |  | مجید رضا                            |  |  | علیرضا افکاری     | علی مهراسبی              | فرزاد فتاحی      | ۱۳۹۵       |
| اتفاق                          |  | حیان                                |  |  | فرزاد فتاحی       | فرزاد فتاحی              | روزبه بمانی      | ۱۳۹۵       |
| اتفاق                          |  | علی صدر                             |  |  | فرزاد فتاحی       | فرزاد فتاحی              | روزبه بمانی      |            |
| همیشه عاشقت بودم               |  | حیان                                |  |  | فرزاد فتاحی       | حیان                     | راضیه رنجبری     |            |
| سجده عشق                       |  | علی صدر                             |  |  | فرزاد فتاحی       | فرزاد فتاحی              | روزبه بمانی      |            |
| آوار                           |  | فرزاد فتاحی                         |  |  | فرزاد فتاحی       | فرزاد فتاحی              | ماندانا ثریا     |            |
| گلباغ                          |  | فرزاد فتاحی                         |  |  | فرزاد فتاحی       | فرزاد فتاحی              | فرزاد فتاحی      | ۱۳۹۷       |
| دیگر بس است                    |  | مهتاب صفویان                        |  |  | فرزاد فتاحی       | فرزاد فتاحی              | اردلان سرفراز    | ۱۳۹۸       |
| زیبا                           |  | فرزاد فتاحی                         |  |  | فولکلور ایتالیایی | فرزاد فتاحی              | فرزاد فتاحی      | ۱۳۹۸       |
| آرمانشهر                       |  | فرزاد فتاحی                         |  |  | فرزاد فتاحی       | فرزاد فتاحی              | فرزاد فتاحی      | ۱۳۹۹       |
| دروغ                           |  | داریوش                              |  |  | فرزاد فتاحی       | فرزاد فتاحی              | فرزاد فتاحی      | ۱۴۰۰       |
| بوف کور                        |  | داریوش                              |  |  | فرزاد فتاحی       | فرزاد فتاحی              | فرهاد عزیزی      | ۱۴۰۰       |
| یاران                          |  | همخوانی                             |  |  | فرزاد فتاحی       | فرزاد فتاحی              | فرزاد فتاحی      | ۱۴۰۱       |